# Mount Payne
Mount Payne ist ein 3221 m (nach neuseeländischen Angaben 3240 m) hoher und größtenteils vereister Berg im ostantarktischen Viktorialand. In den Victory Mountains ragt er 2,8 km östlich des Mount Riddolls, 5,6 km östlich des Mount Randall und 11 km östlich des Mount Burrill aus dem Stever Ridge auf.
Das Advisory Committee on Antarctic Names benannte ihn 2006 nach dem US-amerikanischen Geographen und Historiker Roger Lee Payne (* 1948), der dem United States Board on Geographic Names in leitender Funktion von 1993 bis 2006 angehört hatte.